# Provertex mailloli
Provertex mailloli är en kvalsterart som beskrevs av Travé 1965. Provertex mailloli ingår i släktet Provertex och familjen Scutoverticidae. Inga underarter finns listade i Catalogue of Life.